# Marquesat de Campo Sagrado
El marquesat de Campo Sagrado és un títol nobiliari espanyol, de Castella. Va ser creat pel rei Felipe IV, amb el vescomtat previ de les Quintanas i mitjançant Real Despatx del 23 de maig de 1661, a favor de Gutierre Bernaldo de Quirós de les Ales i Carreño, senyor de Villoria, de Valdeviñayo i de Torrestío, agutzil major d'Oviedo i alferes major d'Avilés, posseïdor de palaus a Astúries, corregidor de Burgos i de Madrid.